# Midrange computer
Midrange computers zijn computers die in kracht en capaciteit het midden houden tussen mainframes en personal computers. Nagenoeg alle grote  bedrijven en instellingen werken met een of meer midrange computers, waarop de bedrijfssoftware draait. Tegenwoordig fungeren PC's als werkstation van deze midrange computers. In feite zijn het dus kleine mainframes.
Vanaf 1975 brachten tal van leveranciers hun midrange computers op deze zeer snel groeiende markt. IBM (systeem 3, 32, 34, 36 en 38), Philips (P4000), MAI (basic four), HP (HP 9000), Nixdorf, Wang, Unisys, Bull en Kienzle hadden in 1985 veel klanten. Deze eerste generatie midrange computers hadden allemaal hun eigen besturingssysteem dat steeds moest worden aangepast aan de nieuwste mogelijkheden. De torenhoge onderzoek- en ontwikkelingskosten en de scherpe prijzen vanwege de moordende concurrentie, bekeerden veel leveranciers tot het besturingssysteem Unix.
Het gemeenschappelijke Unix groeide via dialecten uit tot de hedendaagse besturingssystemen SCO/OpenServer, HP/UX, SUN/Solaris en IBM/AIX. Naast deze op Unix-gebaseerde besturingssystemen worden i5/OS (de vroegere AS/400) (OS/400) en Windows Server vandaag gebruikt voor de hedendaagse midrange computers van SUN, IBM en HP die deze markt beheersen.